# Cupressus lusitanica

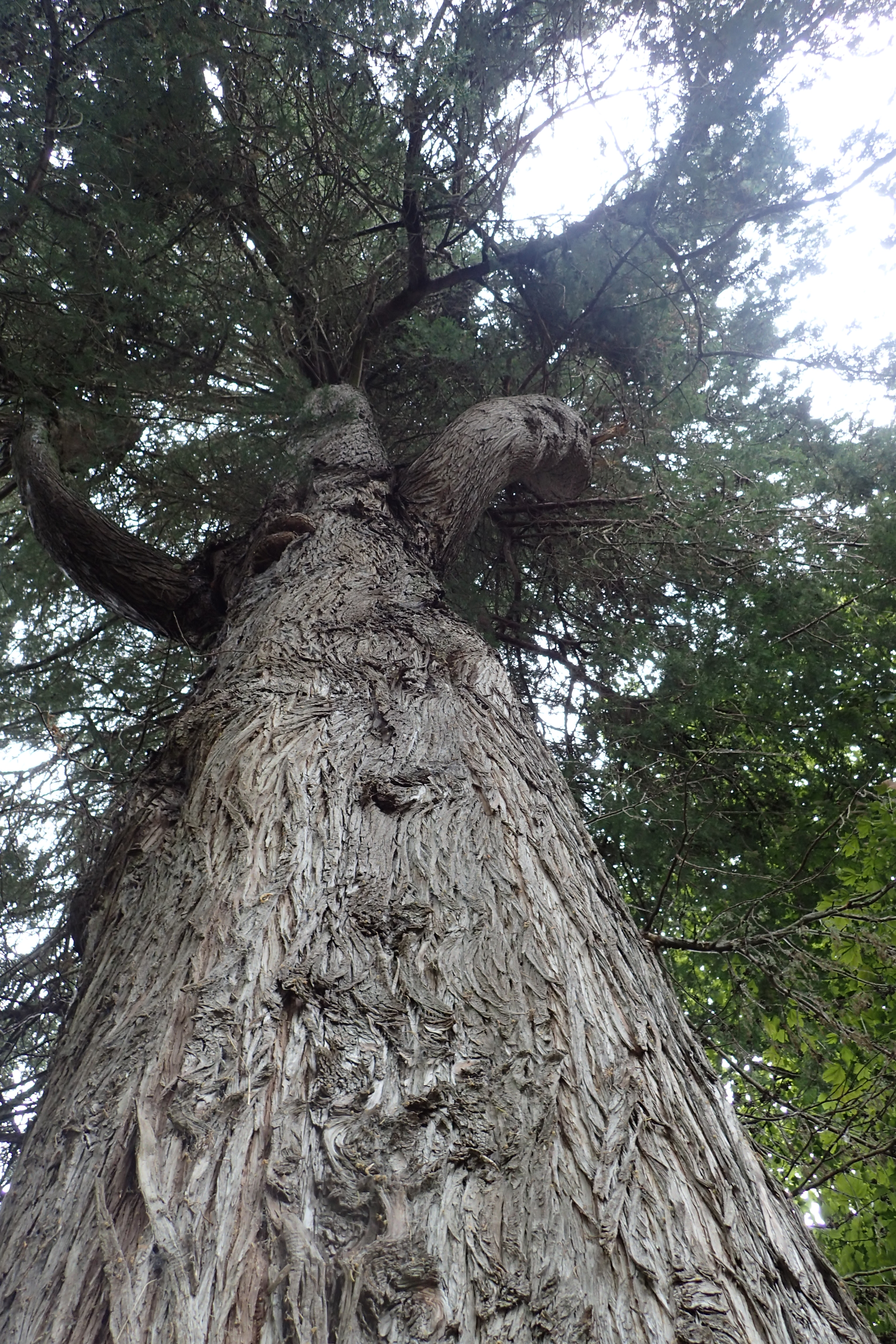
Vista del tronco

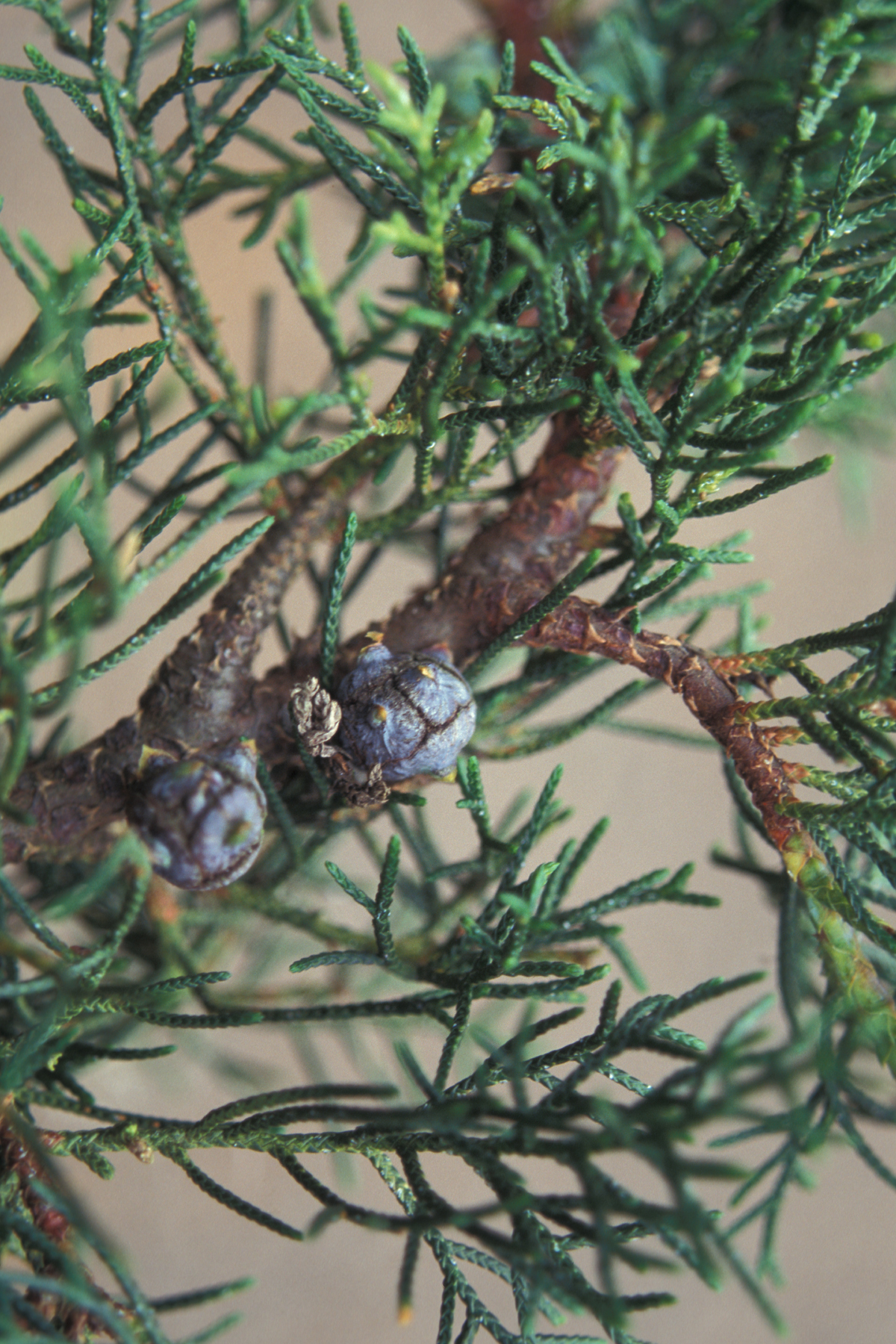
Detalle de una rama y conos

Cupressus lusitanica, de nombre común Ciprés mexicano, ciprés de México, cedro Blanco, cedro de Buesaco, o cedro de Portugal, es una especie del género Cupressus. Es originario de México, Guatemalay Honduras.

## Descripción
Conífera monoica muy longeva y de rápido crecimiento de joven, que alcanza una altura de más de 30 m. Tronco recto de hasta 1 m de diámetro, con corteza delgada (5 mm), de color marrón rojizo y blanquecina en el interior; algo escamosa y fisurada longitudinalmente. La copa es cónica a piramidal, con ramas extendidas, monopódicas. Las hojas son escamosas, se disponen apretadamente en cuatro filas aplanadas y algo colgantes, de color verde azulado a glauco. Los conos femeninos son dehiscentes, casi redondos, de 12 a 15 mm, formados por 6 a 8 escamas duras y con hasta 120 semillas aladas. Los conos masculinos son más pequeños (5 mm), cilíndricos y bracteados, surgen en el ápice de las ramas.

## Distribución y hábitat
Es originaria de México y de Centroamérica: Guatemala, El Salvador y Honduras. Y ha sido extensamente introducido en Belice, Nicaragua y Costa Rica. Crece a altitudes de 2200-3300 m s. n. m.
Puede formar bosques puros, o mixtos asociado con especies de Abies, Pinus, Quercus, Alnus, Persea, incluso ericáeas en bosques húmedos montanos subtropicales. Se adapta a muy diferentes condiciones ambientales y suelos, desde los pobres y arenosos hasta los profundos y ricos en materia orgánica.

## Cultivo y usos
Se ha introducido en diversas partes del mundo y se cultiva tanto por su valor ornamental como por su madera. También  se utiliza como cerco vivo. 
Se planta extensamente para su producción comercial en la industria papelera: a altas altitudes en Colombia (3300 m s. n. m.), Bolivia y Sudáfrica, y cerca del nivel del mar en Nueva Zelanda donde está completamente naturalizado. En Costa Rica se planta para crear cortinas cortavientos.
Se ha plantado en la provincia argentina de San Luis, a 1500 m s. n. m. con fines de forestación para crear bosques artificiales en una tierra originalmente desprovista de ellos en el sentido estricto (ya que la vegetación natural allí es de matorral alpino) en un clima muy similar al de su lugar de origen.
En México su madera es utilizada en la elaboración de muebles finos, y sobre todo en la elaboración artesanal de jaranas jarochas.

## Taxonomía
Cupressus lusitanica fue descrita por Philip Miller y publicado en The Gardeners Dictionary: . . . eighth edition no. 3. 1768.
Etimología
El epíteto latino lusitanica hace referencia a su cultivo en Portugal (Lusitania). El botánico inglés Miller le otorgó este epíteto cuando describió la especie en 1768 a partir de ejemplares plantados en el bosque de Busaco, cerca de Coímbra; por entonces los árboles ya llevaban establecidos más de 100 años, importados por exploradores portugueses desde el siglo xvii.
Sinonimia
- Callitropsis lusitanica (Mill.) D.P.Little
- Cupressus benthamii var. lindleyi (Klotzsch ex Endl.) Mast.
- Cupressus coulteri J.Forbes
- Cupressus excelsa J.Scott ex Carrière
- Cupressus glauca Lam.
- Cupressus glauca var. tristis Endl.
- Cupressus karwinskiana Regel
- Cupressus lindleyi Klotzsch ex Endl.
- Cupressus lindleyi var. hondurensis (Silba) Silba
- Cupressus lindleyi subsp. hondurensis (Silba) Silba
- Cupressus pendula L'Hér.
- Cupressus sinensis J.Lee ex Gord.
- Cupressus thurifera Lindl.
- Cupressus uhdeana Gordon ex Carrière
- Hesperocyparis lindleyi subsp. hondurensis (Silba) Silba
- Hesperocyparis lusitanica (Mill.) Bartel
- Juniperus uhdeana Gordon[9][10]

var. benthamii (Endl.) Carrière
- Callitropsis benthamii (Endl.) D.P.Little
- Cupressus benthamii Endl.
- Cupressus benthamii var. knightiana (Perry ex Gordon) Mast.
- Cupressus ehrenbergii Kunze
- Cupressus knightiana Perry ex Gordon
- Cupressus lindleyi subsp. benthamii (Endl.) Silba
- Hesperocyparis benthamii (Endl.) Bartel

var. lusitanica
- Cupressus uhdeana Gordon